# Крижевчец
Крижевчец (хрв. Križevčec) је насељено место у саставу града Свети Иван Зелина, Загребачка жупанија, Хрватска.

## Историја
До територијалне реорганизације у Хрватској био је у саставу старе општине Свети Иван Зелина.

## Становништво
У попису становништва из 2011. године, Крижевчец је имао 102 становника.
| Број становника према пописима | Број становника према пописима | Број становника према пописима | Број становника према пописима | Број становника према пописима | Број становника према пописима | Број становника према пописима | Број становника према пописима | Број становника према пописима | Број становника према пописима | Број становника према пописима | Број становника према пописима | Број становника према пописима | Број становника према пописима | Број становника према пописима | Број становника према пописима |
| ------------------------------ | ------------------------------ | ------------------------------ | ------------------------------ | ------------------------------ | ------------------------------ | ------------------------------ | ------------------------------ | ------------------------------ | ------------------------------ | ------------------------------ | ------------------------------ | ------------------------------ | ------------------------------ | ------------------------------ | ------------------------------ |
| 1857                           | 1869                           | 1880                           | 1890                           | 1900                           | 1910                           | 1921                           | 1931                           | 1948                           | 1953                           | 1961                           | 1971                           | 1981                           | 1991                           | 2001                           | 2011                           |
| 94                             | 170                            | 164                            | 227                            | 87                             | 126                            | 132                            | 149                            | 139                            | 140                            | 135                            | 113                            | 105                            | 100                            | 96                             | 102                            |

Напомена: Од 1869. до 1890. садржи податке за насеља Букевје и Вуковје Зелинско.